# HMAS Sydney (1912)
Lo HMAS Sydney fu un incrociatore leggero della Royal Australian Navy, appartenente alla classe Town (tipo Chatham/Sydney). Entrato in servizio nel giugno del 1913, partecipò alla prima guerra mondiale in particolare nel settore dell'oceano Indiano e dell'oceano Atlantico; dopo la guerra funse da nave ammiraglia della flotta australiana fino all'8 maggio 1928, quando fu radiato e avviato alla demolizione.

## Storia
Impostata nei cantieri della London and Glasgow Shipbuilding Company di Glasgow, nel Regno Unito, l'11 febbraio 1911, la nave venne varata il 29 agosto 1912 con il nome di Sydney in onore dell'omonima città australiana; l'allestimento della nave venne completato il 26 giugno 1913, e lo stesso giorno l'unità entrò in servizio con la Royal Australian Navy (RAN).
La nave arrivò ad Albany, nell'Australia occidentale, il 19 settembre 1913, a completamento della sua prima crociera addestrativa. L'incrociatore operò al largo dell'Australia fino al marzo del 1914, quando salpò per Singapore per incontrarsi con i due nuovi sommergibili appena acquistati dalla RAN, lo AE1 e lo AE2; i tre battelli salparono alla volta di Sydney in maggio, e l'incrociatore riprese poi le sue attività di pattugliamento al largo della costa orientale dell'Australia.
Allo scoppio della prima guerra mondiale nell'agosto del 1914, il Sydney si trovava a nord di scorta all'incrociatore da battaglia HMAS Australia dell'ammiraglio George Edwin Patey, comandante della marina australiana: le due unità furono subito inviate di scorta alla Australian Naval and Military Expeditionary Force, la forza terrestre e navale incaricata di occupare i possedimenti coloniali dell'Impero tedesco nell'area dell'oceano Pacifico; nel settembre del 1914 il Sydney partecipò alle operazioni per catturare la Nuova Guinea tedesca, operando al largo di Rabaul e Anguar in appoggio ai reparti australiani sbarcati. In ottobre il Sydney rientrò in patria e, in coppia con il gemello HMAS Melbourne, fu assegnato alla scorta dei convogli navali intenti a trasportare in Egitto le forze del corpo di spedizione congiunto australiano-neozelandese (ANZAC).
La mattina del 9 novembre 1914, mentre era ancora intento alla scorta dei convogli australiani, il Sydeny captò la richiesta di aiuto inviata da una stazione radio britannica posta nelle isole Cocos: giunta sul posto, l'unità vi sorprese l'incrociatore leggero tedesco SMS Emden, il quale aveva fatto appena sbarcare un piccolo contingente per distruggere la stazione radio. Nella seguente battaglia il Sydney riportò danni oltre a 3 morti e 14 feriti tra l'equipaggio, ma l'armamento più pesante imbarcato dall'incrociatore gli consentì di infliggere gravissimi danni allo Emden, poi fatto deliberatamente incagliare dal suo comandante sulla spiaggia dell'isola di North Keeling onde permettere all'equipaggio di mettersi in salvo. Dopo aver tentato anche di intercettare la vicina carboniera tedesca Buresk (che si autoaffondò all'avvicinarsi dell'unità australiana), il Sydney prese a bordo i superstiti dell'equipaggio tedesco, poi trasferiti dall'incrociatore stesso in un campo per prigionieri di guerra sull'isola di Malta.
Dopo aver lasciato Malta, il Sydney si trasferì ai primi di gennaio del 1915 a Bermuda, assegnato alla North America and West Indies Station della Royal Navy, e spese i mesi seguenti impegnato in varie missioni di pattugliamento della costa delle Americhe. Il 9 settembre 1916 l'incrociatore salpò alla volta del Regno Unito, e dopo alcuni lavori di riparazione entrò in servizio con il 5th Battle Squadron della Home Fleet, di base a Scapa Flow; il 15 novembre fu poi riassegnato al 2nd Light Cruiser Squadron di base a Greenock. Il 4 maggio 1917, durante un pattugliamento nell'estuario dell'Humber, il Sydney ingaggiò un duello con lo zeppelin tedesco L43, scontro conclusosi senza risultato dopo che entrambi i contendenti ebbero esaurito le munizioni.
Nell'agosto del 1917 l'incrociatore fu messo in cantiere a Chatham per lavori di riparazione durati tre mesi; durante i lavori l'albero principale fu sostituito e a poppa venne aggiunta una piattaforma rotante per il lancio di un aereo, la prima mai installata su una nave da guerra. L'8 dicembre 1917, dopo aver acquisito un biplano Sopwith Pup dalla sua gemella HMS Dublin, il Sydney divenne la prima nave della RAN a veder decollare un velivolo dal suo ponte; il Pup fu poi sostituito da un più moderno Sopwith Camel all'inizio del 1918. Il 1º giugno 1918 il Sydney lanciò il suo velivolo durante un raid del 2nd Light Cruiser Squadron nella baia di Helgoland: il Camel inseguì due ricognitori tedeschi e ne abbatté uno, ma a corto di carburante e incapace di ritrovare il Sydney il pilota dovette poi ammarare nei pressi del cacciatorpediniere HMS Sharpshooter.
L'incrociatore presenziò alla resa della flotta tedesca il 21 novembre 1918; il Sydney lasciò poi la Gran Bretagna nell'aprile del 1919, rientrando in patria. Inizialmente l'unità ricevette un unico onore di battaglia per la sua condotta durante il conflitto ("Emden 1914", riferito all'affondamento dello Emden, uno dei tre soli onori di battaglia per azioni nave-contro-nave assegnati durante il XX secolo), ma dopo una riforma del sistema di assegnazioni della RAN nel 2010 ricevette retroattivamente anche gli onori "Rabaul 1914" e "Mare del Nord 1917-1918".
Il Sydney fu posto in riserva il 13 aprile 1923, ma il 29 settembre 1924 fu reimmesso in servizio come nave ammiraglia della flotta australiana; radiato definitivamente l'8 maggio 1928, fu poi avviato alla demolizione.